# Calamari
Calamari.- pleme američkih Indijanaca nastanjeno u prvoj polovici 16. stoljeća u Kolumbiji u područjima današnje Cartagene. Zemlju Calamarija osvojio je španjolski konkvistador Pedro de Heredia tridesetih godina 16. stoljeća i 1533. osnovao današnju Cartagenu. Pedro de Heredia pristao je uz obalu zaljeva Cartagena sa 150 ljudi i 22 konja. Tu je naišao na nekoliko sela Mocana Indijanaca, to bijahu Cospique (sadašnji Mamonal), Bahaire na otoku Isla Baru, Carex (istoimeno pleme) na otoku Isla Tierrabomba i Calamari (istoimeno pleme) na mjestu današnjeg centra Cartagene. Heredia je napao njihova sela zaštićena palisadama, na kojima su Indijanci često isticali odrubljene glave ubijenih neprijatelja, nabijenih na kolac. Calamari se lingvistički klasificiraju porodici Cariban. 

## Vanjske poveznice
- Historia de Cartagena de Indias
- Castillo de San Felipe  Arhivirana inačica izvorne stranice od 12. ožujka 2005. (Wayback Machine)
- http://portal.caribenet.com/Article28.html[neaktivna poveznica]